# Zasłonak wrzecionowatozarodnikowy
Zasłonak wrzecionowatozarodnikowy (Cortinarius fusisporus Kühner) – gatunek grzybów należący do rodziny zasłonakowatych (Cortinariaceae).

## Systematyka i nazewnictwo
Pozycja w klasyfikacji według Index Fungorum: Cortinarius, Cortinariaceae, Agaricales, Agaricomycetidae, Agaricomycetes, Agaricomycotina, Basidiomycota, Fungi.
Po raz pierwszy opisał go w 1955 r. Robert Kühner. Synonimy:
- Cortinarius fusisporus Kühner 1955 f. fusisporus
- Cortinarius fusisporus f. vinosobrunneus A. de Haan & Volders 2003
- Cortinarius fusisporus Kühner 1955 var. fusisporus
- Cortinarius fusisporus var. olivaceodepressus Reumaux 2010

Nazwę polską zaproponował Władysław Wojewoda w 2003 r.

## Występowanie i siedlisko
Znane jest występowanie tego gatunku tylko w Europie. Na terenie Polski do 2003 r. w literaturze podano tylko jedno stanowisko, w 2025 r. podano następne. W internetowym atlasie grzybów znajduje się na liście gatunków zagrożonych i wartych objęcia ochroną.
Naziemny grzyb mykoryzowy. W Polsce notowany wśród jałowców na opuszczonych polach uprawnych oraz na piaszczystwej ziemi w borze sosnowym z domieszką brzozy.